# Rudi Rustja
Rudi Rustja, slovenski gasilec, krajevni zgodovinar, * 8. oktober 1924, Male Žablje, Slovenija, † 16. julij 2012, Male Žablje, Slovenija.
Osnovno šolo je obiskoval v Vipavskem Križu. Leta 1938 je odšel v Trst, kjer se je šolal za peka. Zaradi vojne je leta 1943 zapustil Trst in odšel na Goriško fronto, od tam pa k partizanom.
Z gasilstvom se je začel ukvarjati leta 1952, ko je bil na Okrajni gasilski zvezi Nova Gorica postavljen za organizatorja gasilstva. Obnavljanje med fašizmom ukinjenih gasilskih društev in ustanavljanje novih, ga je vodilo po krajih severne Primorske. Po združitvi goriškega in koprskega okraja je postal poveljnik vseh primorskih gasilcev. Prav tako je postal član poveljstva gasilske zveze Slovenije, član predsedstva gasilske zveze Slovenije in član predsedstva gasilske zveze Jugoslavije.
Po upokojitvi se je posvetil raziskovanju zgodovine domačega okoliša in gasilstva. Napisal je več knjižnih del.
Za svoje delo je prejel več priznanj, med katerimi so najvidnejša: Red zaslug za ljudstvo s srebrno zvezdo (1951), Medalja zaslug za narod (1952), Red republike z bronastim vencem (1965), Red za vojaške zasluge s srebrnimi meči (1974), najvišje gasilsko priznanje Kipec Matevža Haceta (1976), Red dela z zlatim vencem (1980), Petomajsko priznanje Občine Ajdovščina (1995) in Plaketa Državnega sveta Republike Slovenije za delo v prostovoljnih organizacijah (2003).